# Рокапјемонте
Рокапјемонте (итал. Roccapiemonte) је насеље у Италији у округу Салерно, региону Кампанија.
Према процени из 2011. у насељу је живело 6363 становника. Насеље се налази на надморској висини од 89 м.

## Становништво
| 1931. | 1936. | 1951. | 1961. | 1971. | 1981. | 1991. | 2001. | 2011. |
| ----- | ----- | ----- | ----- | ----- | ----- | ----- | ----- | ----- |
| 5.022 | 5.296 | 5.804 | 6.373 | 6.693 | 7.762 | 8.751 | 9.113 | 9.124 |